# Rambotjärnen
Rambotjärnen är en sjö i Lerums kommun i Västergötland och ingår i Göta älvs huvudavrinningsområde. Sjöns area är 0,017 kvadratkilometer och den befinner sig 100 meter över havet.